# Charles Lang
Charles Bryant Lang jr. (Bluff, 27 maart 1902 – Santa Monica, 3 april 1998) was een Amerikaans cameraman.

## Loopbaan
Lang wilde aanvankelijk advocaat worden, maar hij begon zijn carrière in de filmindustrie in 1926 als camera-assistent. Vanaf 1930 was hij twintig jaar lang verbonden aan de filmmaatschappij Paramount. Hij werd al in 1930 voor de eerste keer genomineerd voor de Oscar voor beste camerawerk. Samen met zijn collega Leon Shamroy is hij de cameraman met de meeste Oscarnominaties op zijn conto. Hij werd in totaal 18 keer voor de filmprijs genomineerd, maar hij won de Oscar alleen voor de prent A Farewell to Arms (1932). Zijn innovatieve cameratechnieken drukten hun stempel op de films van Paramount uit de jaren 30 en 40. Toen Lang in 1951 Paramount verliet, kon hij zijn werk zonder vaste filmstudio voortzetten. Hij was onder meer als cameraman werkzaam bij de films Some Like It Hot (1959), The Magnificent Seven (1960) en Charade (1963). Hij was in totaal bij bijna 150 filmproducties betrokken.

## Privé
Zowel zijn dochter Judy als kleindochter Katherine Kelly Lang hebben voor een acteurscarrière gekozen.

## Filmografie (selectie)
| - 1926: The Night Patrol - 1927: Ritzy - 1930: Sarah and Son - 1930: Street of Chance - 1930: For the Defense - 1930: The Right to Love - 1931: Once a Lady - 1932: A Farewell to Arms - 1933: She Done Him Wrong - 1934: She Loves Me Not - 1935: Peter Ibbetson - 1937: Angel - 1937: Souls at Sea - 1938: Spawn of the North - 1938: You and Me - 1939: Midnight - 1940: Arise, My Love - 1941: Sundown - 1941: Skylark - 1943: So Proudly We Hail! - 1943: No Time for Love | - 1944: The Uninvited - 1946: Blue Skies - 1947: The Ghost and Mrs. Muir - 1947: Desert Fury - 1948: A Foreign Affair - 1950: September Affair - 1951: Ace in the Hole - 1952: The Atomic City - 1952: Red Mountain - 1952: Sudden Fear - 1953: Salome - 1953: The Big Heat - 1954: Sabrina - 1955: Queen Bee - 1955: The Man from Laramie - 1955: Female on the Beach - 1956: Autumn Leaves - 1956: The Rainmaker - 1957: Wild Is the Wind - 1957: Gunfight at the O.K. Corral - 1957: Loving You | - 1958: Separate Tables - 1959: Some Like It Hot - 1959: Last Train from Gun Hill - 1960: The Magnificent Seven - 1960: Strangers When We Meet - 1960: Song Without End - 1960: The Facts of Life - 1961: Blue Hawaii - 1961: One-Eyed Jacks - 1961: Summer and Smoke - 1962: A Girl Named Tamiko - 1963: Charade - 1963: How the West Was Won - 1964: Father Goose - 1965: Inside Daisy Clover - 1966: How to Steal a Million - 1966: Not with My Wife, You Don't! - 1967: Wait Until Dark - 1969: Cactus Flower - 1972: Butterflies Are Free |

- Biblioteca Nacional de España: XX1257138
- Bibliothèque nationale de France: cb14031008b (data)
- Catàleg d'autoritats de noms i títols de Catalunya: 981059719264306706
- Gemeinsame Normdatei: 137821425
- International Standard Name Identifier: 0000 0001 2099 1751
- Library of Congress Control Number: n77005742
- Nationale Bibliotheek van Tsjechië: xx0327540
- Nationale Bibliotheek van Israël: 987007369505905171
- Istituto Centrale per il Catalogo Unico: LO1V327499
- SNAC: w65t70p8
- Système universitaire de documentation: 059077719
- Virtual International Authority File: 12505473
- WorldCat: E39PBJrwTP8vjvKFYfhhyMJv73